# Marie Ponchelet
Marie Ponchelet va néixer l'octubre de 1940 a Brest (França). L'artista francesa es va graduar a l'École des Métiers d'Art a la secció de ceràmica el 1962 fins al 1970 que va decidir abandonar la carrera de ceramista per dedicar-se a un treball plàstic que posa èmfasi en una relació sensual i voluptuosa. Marie Ponchelet va treballar gairebé per tot el món: Rússia, Txeca, França, Amèrica (Nova York), Viena, Espanya (Barcelona, Fundació Joan Miró: “Cripta”Espai 13),.. presentant les seves instal·lacions. Del 1982 fins al 2005 va voler dedicar-se a l'educació, en aquest cas donant classes a l'Écôle Supérieure des Beaux Arts du Mans.